# Kavelgris
Kavelgris (älvdalska: kavelgrais) är ett matbröd från Älvdalen bakat på potatis, rågsikt och vetemjöl. Brödet liknar ett mjukt tunnbröd och gräddas i vedeldad bakugn. Karaktäristiskt är att det kryddas med anis och fänkål och kavlas ut med kruskavel.